# Angul
Angul ist eine Distrikthauptstadt im indischen Bundesstaat Odisha.
Die Stadt bildet den Verwaltungssitz des gleichnamigen Distrikts. Sie befindet sich 90 km westnordwestlich von Cuttack am Fuße der Ostghats 17 km westlich vom Flusslauf des Brahmani.
Die nationale Fernstraße NH 42 (Cuttack–Sambalpur) verläuft durch Angul. Die Stadt ist an das Eisenbahnnetz angeschlossen. Östlich von Angul befindet sich eine Aluminiumhütte (Nalco).
Beim Zensus 2011 betrug die Einwohnerzahl 43.795. Die Stadt hat den Status einer Municipality und ist in 23 Wards unterteilt.